# Garaeus apicata
Garaeus apicata là một loài bướm đêm trong họ Geometridae.